# مجزرة على الحدود
مجزرة على الحدود هي مجزرة وقعت في مدينة غزة على الحدود مع القوات الإسرائيلية بتاريخ 14 مايو من عام 2018 وراح ضحية هذه المجزرة أكثر من 63 فلسطيني وأكثر من 3188 جريح من المتظاهرين سلميين.

## وقائع المجزرة
وكان آلاف الفلسطينيين احتشدوا قرب حدود القطاع مع إسرائيل في وقت سابق الاثنين، في اليوم قبل الأخير من الاحتجاجات المستمرة منذ 6 أسابيع، وسارع الجيش الإسرائيلي إلى إطلاق الغاز المسيل للدموع على الأشخاص داخل الخيام، التي نصبت على طول الحدود.
حيث قامت طائرات إسرائيلية بألقاء أيضاً مواد قابلة للاشتعال الاثنين لحرق الإطارات والخيام، التي يكدسها المحتجون.

## المواقف الدولي
منعت الولايات المتحدة مساء الاثنين بتاريخ 14 مايو مجلس الأمن  الدولي من الدعوة إلى التحقيق في المجزرة الإسرائيلية بقطاع غزة، كما رفض البيت الأبيض حث إسرائيل على ضبط النفس.
وجاء في مسودة بيان مجلس الأمن أن المجلس «يُعرب عن غضبه وأسفه لمقتل المدنيين الفلسطينيين الذين يمارسون حقهم في الاحتجاج السلمي»، ويدعو إلى إجراء تحقيق مستقل وشفاف لضمان محاسبة المسؤولين.
أصدر مجلس الأمن مسودة يقول فيها «يعبّر مجلس الأمن عن قلقه البالغ إزاء التطورات الأخيرة في الأراضي الفلسطينية التي تحتلها إسرائيل منذ عام 1967، بما في ذلك القدس الشرقية، لا سيما في سياق الاحتجاجات السلمية بقطاع غزة والخسائر المأسوية في أرواح المدنيين».
وسيعقد مجلس الأمن الثلاثاء بتاريخ 15 مايو جلسة طارئة لبحث الوضع في الأراضي الفلسطينية.
أدانت منظمات دولية ودول عدة المجزرة البشعة التي ارتكبتها قوات الاحتلال الإسرائيلي ضد المدنيين العزل في غزة، الاثنين.
ودعت بريطانيا إلى «الهدوء وضبط النفس» في قطاع غزة، بحسب ما صرح المتحدث باسم رئيسة الوزراء تيريزا ماي للصحافيين.
وقال المتحدث «نحن قلقون إزاء التقارير عن العنف وفقدان الأرواح في غزة، وندعو إلى الهدوء وضبط النفس لتجنب أعمال مدمرة لجهود السلام»، مضيفا أن نقل السفارة الأميركية من تل أبيب إلى القدس «لا يساعد احتمالات السلام في المنطقة».
وأضاف أن «بريطانيا لا تزال ملتزمة بشدة بحل الدولتين على أن تكون القدس عاصمة مشتركة».
من ناحيته قال وزير الخارجية الفرنسي جان ايف لودريان إنه «في وقت يتصاعد التوتر على الأرض، تدعو فرنسا جميع الافرقاء إلى التحلي بالمسؤولية بهدف تجنب تصعيد جديد».
وأدان وزير الخارجية الإيراني محمد جواد ظريف المجزرة الإسرائيلية، وقال في تغريدة على موقع تويتر «إنه يوم عار عظيم، مجازر النظام الإسرائيلي التي ترتكب بدم بارد ضد المتظاهرين الفلسطينيين لا تحصى، وفي الوقت نفسه ترامب يحتفل بنقل سفارته غير الشرعية (إلى القدس)».
```
وحيث قامت وزارة الخارجية التركية يوم وقوع المجزرة بأصدار بيان ونص فيه: أن قرار الولايات المتحدة نقل سفارتها في إسرائيل إلى القدس شجع القوات الإسرائيلية على قتل عشرات المحتجين الفلسطينيين على حدود قطاع غزة، مضيفة أن خطوة نقل السفارة تجاهلت حقوق الفلسطينيين.
[
21
]
```

## الموقف العربي[22]
حمّلت الحكومة الأردنية إسرائيل كقوة احتلال«المسؤولية عن» الجريمة التي ارتكبت في قطاع غزة، ودعت المجتمع الدولي إلى توفير حماية للشعب الفلسطيني. كما أدانت وزارة الخارجية السعودية استهداف المدنيين الفلسطينيين من جانب القوات الإسرائيلية.
كما ندد رئيس الحكومة اللبنانية سعد الحريري بالمجزرة الإسرائيلية، وقال في بيان تغرية على حسابه في “تويتر”: “نؤكد على تضامننا الكامل مع الإخوة الفلسطينيين في نضالهم المشروع وندعو المجتمع الدولي للتحرك بسرعة لوقف هذه المجازر المروعة والسعي لمساعدة الفلسطينيين في سعيهم من أجل قيام الدولة الفلسطينية المستقلة وعاصمتها القدس الشريف”.
قال الأمين العام للجامعة العربية أحمد أبو الغيط إن “تساقط الشهداء الفلسطينيين اليوم برصاص الاحتلال الإسرائيلي يجب أن يدق ناقوس خطر، وهو تحذير لكل دولة لا تجد غضاضة في التماشي مع المواقف غير الأخلاقية أو القانونية
وأعربت وزارة الخارجية القطرية عن استنكارها وإدانتها “بأشد العبارات المجزرة الوحشية” التي ترتكبها إسرائيل تجاه الفلسطينيين في احتجاجاتهم المشروعة.
وطالبت قطر كافة القوى الدولية والإقليمية بالضغط على إسرائيلي للتحرك الفوري ووقف آلة القتل الوحشي.
بدورها أدانت وزارة الخارجية البحرينية استهداف إسرائيل “للمدنيين الفلسطينيين” وحذرت في الوقت ذاته من “مخاطر التصعيد في الأراضي الفلسطينية المحتلة”.